# José Miguel Villarroya (periodista)
José Miguel Villarroya Corbalán (Barcelona, 1966) es un profesor universitario y periodista español. Trabajó en el periodismo deportivo antes de participar en televisión como contertulio en programas de actualidad. Su estilo de debate, a veces impetuoso y exaltado, ha sido objeto de atención y controversia en las redes sociales. Es un convencido defensor de las tesis marxistas clásicas. 

## Primeros años
Nació en Barcelona en 1966. Obtuvo el doctorado en Historia Contemporánea por la Universidad de Barcelona y por la Universidad Libre de Berlín. Cuenta además con tres licenciaturas: en Filosofía Teórica, en Teología Dogmática (por la Universidad Ramon Llull) y en Ciencias de la información.

## Actividad profesional
En octubre de 1986, para proseguir su especialización en la historia de Alemania, viajó a la República Democrática Alemana (RDA). Una vez allí, aceptó la invitación de un profesor de la Universidad Humboldt, en Berlín Este, a permanecer en el país para proseguir sus investigaciones. Durante su estancia pudo profundizar tanto la realidad cotidiana como la estructura social, política y económica de los países socialistas, que le reafirmaron en sus convicciones ideológicas previas. En 1990, tras la caída del Muro y la consiguiente reunificación con la Alemania Occidental (RFA), volvió a España. Prosiguió en la Universidad de Barcelona la docencia que había iniciado en la Universidad Libre de Berín, y emprendió su carrera como periodista y traductor. Entró como redactor en el diario deportivo As y colaboró en otros medios del sector, como Vip deportivo y Dosis futbolera, a los que aportaba su conocimiento de la Bundesliga alemana.   
Además de comentarista deportivo, es autor de dos libros sobre fútbol: Fútbol en una nación dividida: el fútbol alemán de 1945 a 1990 y La Cataluña del Real Madrid: crónica de una resistencia (2009). A pesar de sus orígenes catalanes, es un ferviente madridista. Sus apariciones en televisión se remontan a 2011, en el programa Catalunya Opina, de la cadena 8tv.
Participa regularmente como contertulio televisivo en debates sobre temas de actualidad política, donde exhibe planteamientos contra el liberalismo económico y la globalización. Frente a estos, antepone los postulados marxistas clásicos y una firme defensa del sistema socialista de la RDA antes de la unificación. Como detractor del atlantismo, condenó el papel de la OTAN en los inicios de la invasión rusa a Ucrania en 2022. En lo social y económico, reivindica el concepto de clase obrera frente a los grandes conglomerados empresariales propios del sistema capitalista. Por su «peculiar forma de expresarse», calificada de «irónica y contundente», ha sido objeto de atención en redes sociales y en otros medios digitales.  En abril de 2025 comenzó a colaborar en el programa de televisión Malas lenguas, que se emite en RTVE.
También colabora en la tertulia de Siro López en Twitch.

## Libros publicados
- El debate historiográfico sobre los orígenes de la Primera Guerra Mundial (tesis doctoral). Barcelona: Publicacions i Edicions de la Universitat de Barcelona. 1999. ISBN 978-84-475-2065-7.
- La Cataluña del Real Madrid: crónica de una resistencia. Santa Perpetua de Moguda: FullColor. 2009. ISBN 978-84-937265-1-5.
- Fútbol en una nación dividida: el fútbol alemán de 1945 a 1990. Antequera: Podibooks. 2022. ISBN 978-987-8943-02-2.